# Sárkeresztes
Sárkeresztes é um município da Hungria, situado no condado de Fejér. Tem 23,27 km² de área e sua população em 2015 foi estimada em 1.525 habitantes.